# العلاقات التوفالية الفنلندية
العلاقات التوفالية الفنلندية هي العلاقات الثنائية التي تجمع بين توفالو وفنلندا.

## مقارنة بين البلدين
هذه مقارنة عامة ومرجعية للدولتين:
| وجه المقارنة                                              | توفالو                         | فنلندا                                                                               |
| --------------------------------------------------------- | ------------------------------ | ------------------------------------------------------------------------------------ |
| المساحة (كم2)                                             | 26                             | 338.42 ألف                                                                           |
| عدد السكان (نسمة)                                         | 11.19 ألف                      | 5.52 مليون                                                                           |
| الكثافة السكانية (ن./كم²)                                 | 43.04 ألف                      | 16.31                                                                                |
| العاصمة                                                   | فونافوتي                       | هلسنكي                                                                               |
| اللغة الرسمية                                             | اللغة التوفالوية، لغة إنجليزية | اللغة الفنلندية، اللغة السويدية                                                      |
| العملة                                                    | دولار توفالو                   | يورو، ماركا فنلندية                                                                  |
| الناتج المحلي الإجمالي (بليون دولار)                      | 39.73 مليون                    | 251.88 مليار                                                                         |
| الناتج المحلي الإجمالي (تعادل القوة الشرائية) بليون دولار | 38.93 مليون                    | 231.84 مليار                                                                         |
| الناتج المحلي الإجمالي الاسمي للفرد دولار أمريكي          | 3.29 ألف                       | 42.31 ألف                                                                            |
| الناتج المحلي الإجمالي للفرد دولار أمريكي                 | 3.77 ألف                       | 40.68 ألف                                                                            |
| مؤشر التنمية البشرية                                      |                                | 0.883                                                                                |
| رمز المكالمات الدولي                                      | +688                           | +358                                                                                 |
| رمز الإنترنت                                              | .tv                            | .fi                                                                                  |
| المنطقة الزمنية                                           | ت ع م+12:00                    | ت ع م+02:00، ت ع م+03:00، أوروبا/هلسنكي ‏، توقيت شرق أوروبا، توقيت شرق أوروبا الصيفي ‏ |

## منظمات دولية مشتركة
يشترك البلدان في عضوية مجموعة من المنظمات الدولية، منها:
| علم المنظمة | اسم المنظمة                   | تاريخ انضمام توفالو | تاريخ انضمام فنلندا |
| ----------- | ----------------------------- | ------------------- | ------------------- |
|             | بنك التنمية الآسيوي           | 1993                | 1966                |
|             | مؤسسة التنمية الدولية         | 24 يونيو 2010       | 29 ديسمبر 1960      |
|             | يونسكو                        | 21 أكتوبر 1991      | 10 أكتوبر 1956      |
|             | الأمم المتحدة                 | 5 سبتمبر 2000       | 14 ديسمبر 1955      |
|             | الاتحاد البريدي العالمي       | ?                   | ?                   |
|             | البنك الدولي للإنشاء والتعمير | 24 يونيو 2010       | 14 يناير 1948       |
|             | الاتحاد الدولي للاتصالات      | 15 أغسطس 1996       | 1 سبتمبر 1920       |
|             | منظمة حظر الأسلحة الكيميائية  | ?                   | ?                   |

## وصلات خارجية
- موقع وزارة الخارجية الفنلندية